# Paul de Gassowski
 (juillet 2020).
Si vous disposez d'ouvrages ou d'articles de référence ou si vous connaissez des sites web de qualité traitant du thème abordé ici, merci de compléter l'article en donnant les références utiles à sa vérifiabilité et en les liant à la section « Notes et références ».
Paul de Gassowski, né le 17 juillet 1905 à Saint-Nazaire, collaborateur, fut le premier milicien abattu par la Résistance française le 24 avril 1943 à Marseille.
Paul de Gassowski était le chef départemental adjoint de la Milice française des Bouches-du-Rhône.

## Biographie
Paul de Gassowski est abattu le matin du 24 avril 1943 en sortant de son domicile, 10 boulevard Sidi-Brahim, situé dans un quartier bourgeois de Marseille par le détachement Marat des FTP-MOI. Atteint de six balles de pistolet, il décède de ses blessures.